# Gustav Thöni
Gustav Thöni nació el 28 de febrero de 1951 en Trafoi (Italia), es un esquiador retirado que ganó 1 Medalla de Oro Olímpica (3 Medallas en total), 5 Campeonatos del Mundo (7 Medallas en total), 4 Generales de la Copa del Mundo (y 5 Copas del Mundo en diferentes disciplinas) y 24 victorias en la Copa del Mundo de Esquí Alpino (con un total de 69 podiums).
Su primo Roland Thöni también fue esquiador, y logró ser Medallista Olímpico, y logró buenos resultados en la Copa del Mundo.

## Biografía
Thöni es considerado uno de los mejores esquiadores italianos. Thöni ganó tres medallas olímpicas y un total de cuatro veces la General de la Copa del Mundo de esquí alpino, al igual que Pirmin Zurbriggen y Hermann Maier, y únicamente les supera Marc Girardelli con cinco títulos.
Thöni fue el esquiador que dominó las pruebas técnicas (eslalon y eslalon gigante) a principios de los 70. Su primera victoria en el circuito de la Copa del Mundo fue en un eslalon en Val-d'Isère (Francia) en diciembre de 1969. Todavía como adolescente, tuvo un gran éxito el año de su debut durante la temporada de 1970, y ganó la General de la Copa del Mundo en las 3 siguientes temporadas.
Aunque él se concentraba en las pruebas técnicas, ocasionalmente compitió en descenso. Su mejor resultado fue un segundo puesto en Kitzbühel en enero de 1975.
Su última victoria fue en la combinada en Kitzbühel, en enero de 1977. Y su último pódium fue un tercer puesto en eslalon en Åre, en febrero de 1979. Finalmente se retiró de la Copa del Mundo en marzo de 1980, a la edad de 29 años.

## Resultados

### Juegos Olímpicos de Invierno
- 1972 en Sapporo, Japón
  - Eslalon Gigante: 1.º
  - Eslalon: 2.º
- 1976 en Innsbruck, Austria
  - Eslalon: 2.º
  - Eslalon Gigante: 4.º
- 1980 en Lake Placid, Estados Unidos
  - Eslalon: 8.º

### Campeonatos Mundiales
- 1970 en Val Gardena, Italia
  - Eslalon: 4.º
- 1972 en Sapporo, Japón
  - Eslalon Gigante: 1.º
  - Combinada: 1.º
  - Eslalon: 2.º
- 1974 en St. Moritz, Suiza
  - Eslalon Gigante: 1.º
  - Eslalon: 1.º
- 1976 en Innsbruck, Austria
  - Combinada: 1.º
  - Eslalon: 2.º
- 1978 en Garmisch-Partenkirchen, Alemania
  - Descenso: 12.º

### Copa del Mundo

#### Clasificación general Copa del Mundo
- 1969-1970: 3.º
- 1970-1971: 1.º
- 1971-1972: 1.º
- 1972-1973: 1.º
- 1973-1974: 2.º
- 1974-1975: 1.º
- 1975-1976: 3.º
- 1976-1977: 6.º
- 1977-1978: 26.º
- 1978-1979: 9.º
- 1979-1980: 51.º

#### Clasificación por disciplinas (Top-10)
- 1969-1970:
  - Eslalon Gigante: 1.º
  - Eslalon: 4.º
- 1970-1971:
  - Eslalon Gigante: 1.º
  - Eslalon: 2.º
- 1971-1972:
  - Eslalon Gigante: 1.º
  - Eslalon: 4.º
- 1972-1973:
  - Eslalon: 1.º
  - Eslalon Gigante: 4.º
- 1973-1974:
  - Eslalon: 1.º
  - Eslalon Gigante: 3.º
- 1974-1975:
  - Eslalon: 2.º
  - Eslalon Gigante: 4.º
  - Descenso: 9.º
- 1975-1976:
  - Eslalon Gigante: 2.º
  - Combinada: 2.º
  - Eslalon: 3.º
- 1976-1977:
  - Eslalon: 5.º
  - Eslalon Gigante: 10.º
- 1977-1978:
  - Eslalon Gigante: 10.º
- 1978-1979:
  - Eslalon: 9.º

#### Victorias en la Copa del Mundo (24)

##### Eslalon Gigante (11)
| Fecha                   | Lugar                |
| ----------------------- | -------------------- |
| 11 de diciembre de 1969 | Val-d'Isère          |
| 29 de enero de 1970     | Madonna di Campiglio |
| 30 de enero de 1970     | Madonna di Campiglio |
| 21 de febrero de 1971   | Sugarloaf            |
| 27 de febrero de 1971   | Heavenly Valley      |
| 2 de marzo de 1972      | Heavenly Valley      |
| 15 de enero de 1973     | Adelboden            |
| 21 de enero de 1974     | Adelboden            |
| 2 de marzo de 1974      | Voss                 |
| 5 de diciembre de 1975  | Val-d'Isère          |
| 12 de enero de 1976     | Adelboden            |

##### Eslalon (8)
| Fecha                 | Lugar                  |
| --------------------- | ---------------------- |
| 4 de enero de 1970    | Hindelang              |
| 10 de enero de 1971   | Madonna di Campiglio   |
| 25 de febrero de 1971 | Heavenly Valley        |
| 4 de febrero de 1973  | Sankt Anton am Arlberg |
| 4 de marzo de 1973    | Mt. St. Anne           |
| 10 de marzo de 1974   | Vysoke Tatry           |
| 30 de enero de 1975   | Chamonix               |
| 15 de marzo de 1975   | Sun Valley             |

##### Combinada (4)
| Fecha                | Lugar     |
| -------------------- | --------- |
| 12 de enero de 1975  | Wengen    |
| 19 de enero de 1975  | Kitzbühel |
| 1 de febrero de 1975 | Megeve    |
| 16 de enero de 1977  | Kitzbühel |

##### Eslalon Paralelo (1)
| Fecha               | Lugar       |
| ------------------- | ----------- |
| 23 de marzo de 1975 | Val Gardena |